# Hikueru (Polynésie française)
Cet article concerne la commune. Pour l'atoll, voir Hikueru.
Hikueru est une commune de la Polynésie française dans l'archipel des Tuamotu. Le chef-lieu de cette dernière est Hikueru.

## Géographie
La commune de Hikueru est composée de cinq atolls, administrés dans deux communes associées :
- Au nord-ouest la commune associée de Hikueru compte trois atolls isolés :
  - Hikueru : principal atoll avec 150 habitants permanents (2012)
  - Reitoru : petit atoll au nord d'Hikueru, non habité de manière permanente
  - Tekokota : petit atoll au sud-ouest d'Hikueru, non habité de manière permanente
- Au sud-est la commune associée de Marokau compte deux atolls très proches, formant ensemble les Îles Deux Groupes :
  - Marokau : principal atoll avec 91 habitants permanents (2012)
  - Ravahere : atoll plus petit au sud-est, non habité de manière permanente

## Démographie
L'évolution du nombre d'habitants est connue à travers les recensements de la population effectués dans la commune depuis 1971. À partir de 2006, les populations légales des communes sont publiées annuellement par l'Insee, mais la loi relative à la démocratie de proximité du 27 février 2002 a, dans ses articles consacrés au recensement de la population, instauré des recensements de la population tous les cinq ans en Nouvelle-Calédonie, en Polynésie française, à Mayotte et dans les îles Wallis-et-Futuna, ce qui n’était pas le cas auparavant. Pour la commune, le premier recensement exhaustif entrant dans le cadre du nouveau dispositif a été réalisé en 2002, les précédents recensements ont eu lieu en 1996, 1988, 1983, 1977 et 1971.
En 2017, la commune comptait 275 habitants, en augmentation de 14,58 % par rapport à 2012
| 1971 | 1977 | 1983 | 1988 | 1996 | 2002 | 2007 | 2012 | 2017 |
| ---- | ---- | ---- | ---- | ---- | ---- | ---- | ---- | ---- |
| 184  | 112  | 211  | 209  | 199  | 204  | 268  | 240  | 275  |

| 2022 | - | - | - | - | - | - | - | - |
| ---- | - | - | - | - | - | - | - | - |
| 199  | - | - | - | - | - | - | - | - |

## Administration

### Liste des maires
| Période                                  | Période | Identité         | Étiquette         | Qualité                  |
| ---------------------------------------- | ------- | ---------------- | ----------------- | ------------------------ |
| Les données manquantes sont à compléter. |         |                  |                   |                          |
| 1989                                     | 2020    | Raymond Tekurio  | Tapura huiraatira | Perliculteur             |
| 2020                                     |         | Tinihau TEMANAHA |                   | Commerçants et assimilés |

## Lieux et monuments
Il y existe une piste d'atterrissage et une église en pierre de corail.
- Église Notre-Dame-des-Anges de Marokau.
- Église Saint-Michel de Hikueru.